# Duże Rajce
Duże Rajce – grupa skał w dawnej wsi Przewodziszowice (obecnie część miasta Żarki) w województwie śląskim. Tworzą skalną grzędę w lesie po północno-wschodniej stronie zabudowań Przewodziszowic. Nazywane są też Rajcami lub Skałą Rajcy. Pod względem geograficznym jest to obszar Wyżyny Częstochowskiej będącej północną częścią Wyżyny Krakowsko-Częstochowskiej. 
Duże Rajce to jedno z największych wzniesień w powiecie myszkowskim. Szczyty skał są dobrym punktem widokowym, widoczność z nich sięga nawet 20 km. Prowadzi przez nie „Szlak Rajce” trasą: Przewodziszowice – ostaniec Przy Brzozie – Strażnica Przewodziszowice – Studnia – Duże Rajce. Przy trasie zamontowano kilka tablic informacyjnych, na szczycie skał zamontowano ławeczkę, a przepaścista ściana zabezpieczona jest balustradą. 
W obrębie skał Rajcy znajduje się pionowa Studnia w Skałach Rajcy o głębokości 10,5 m.

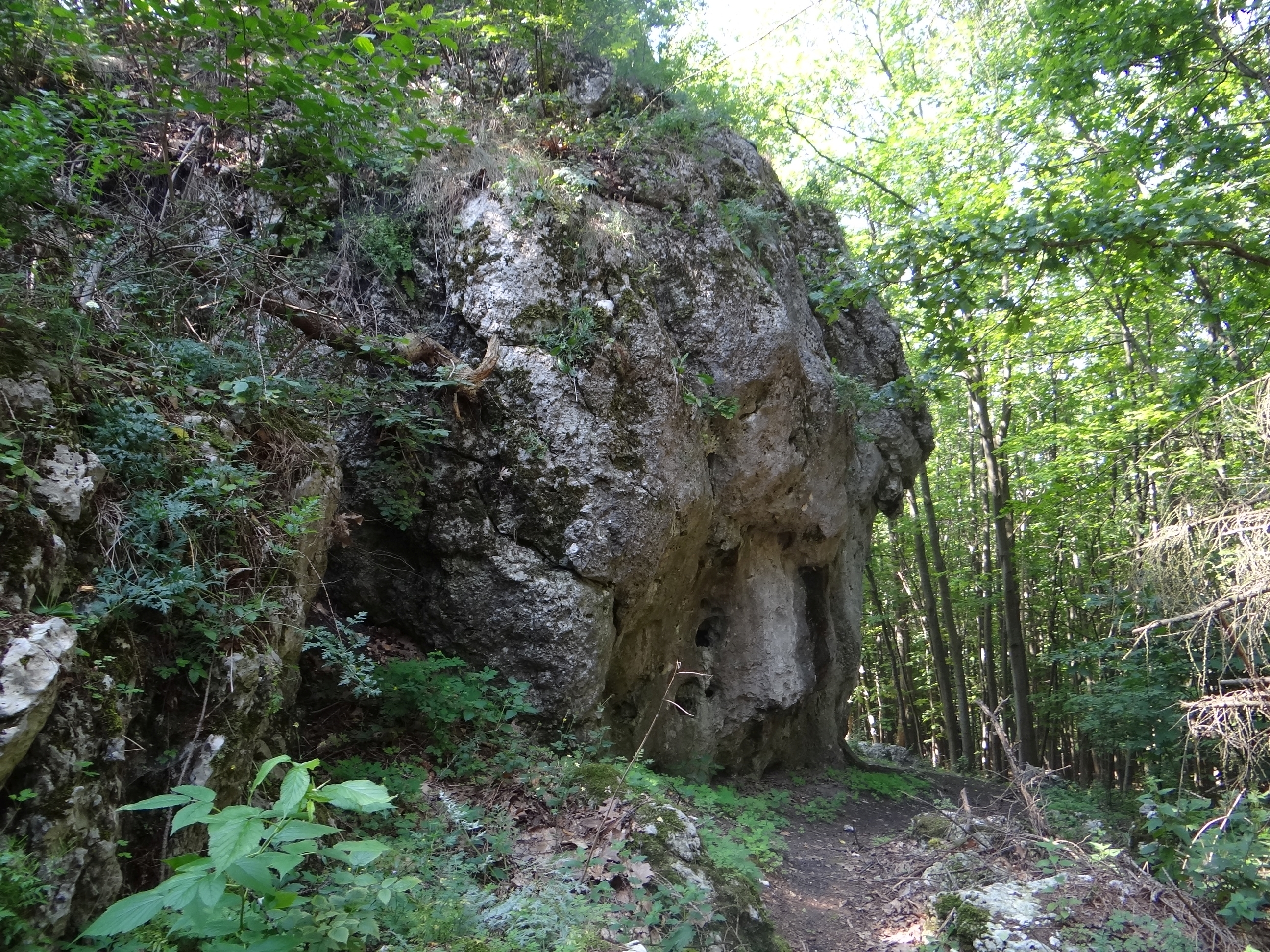
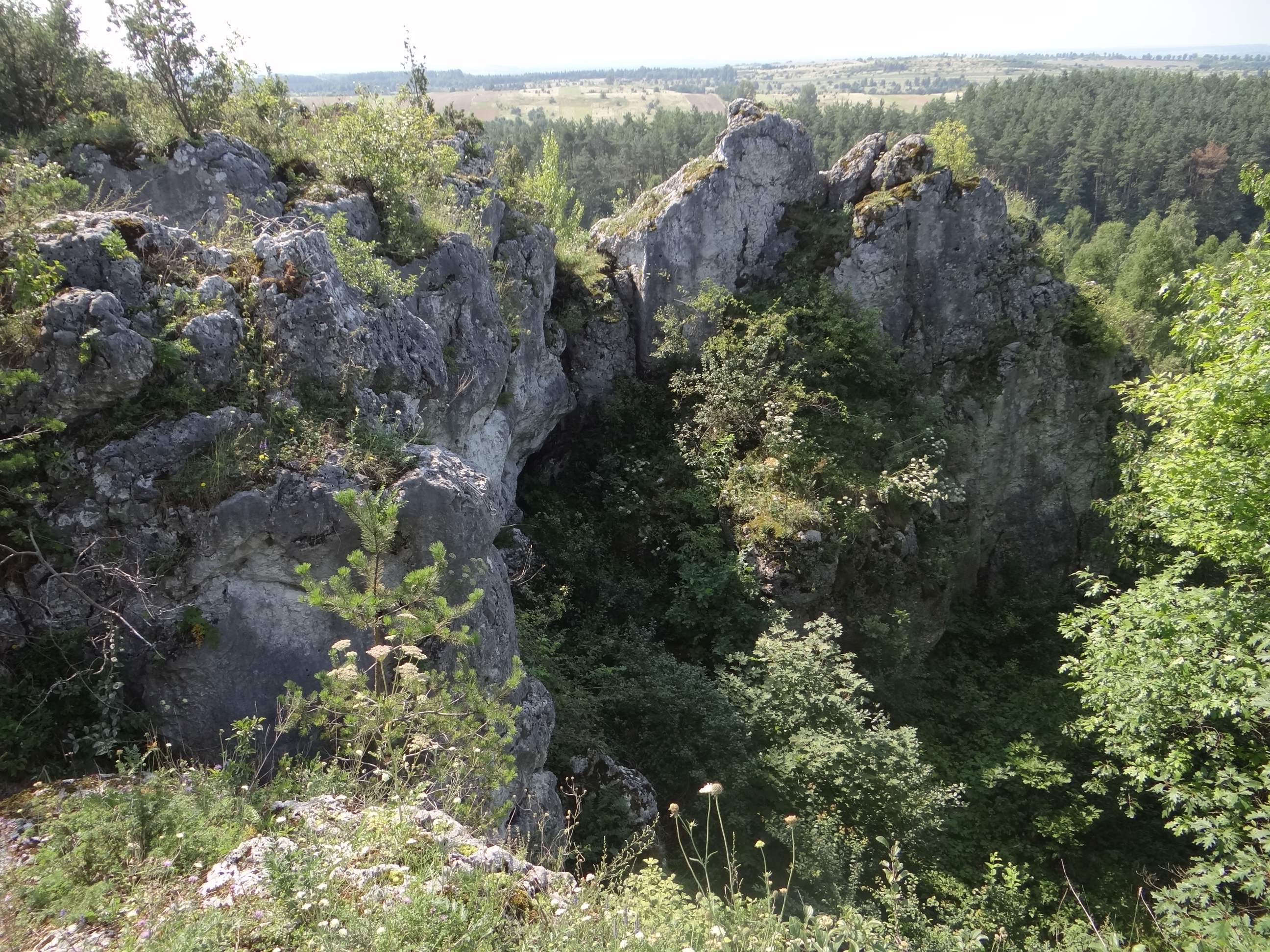
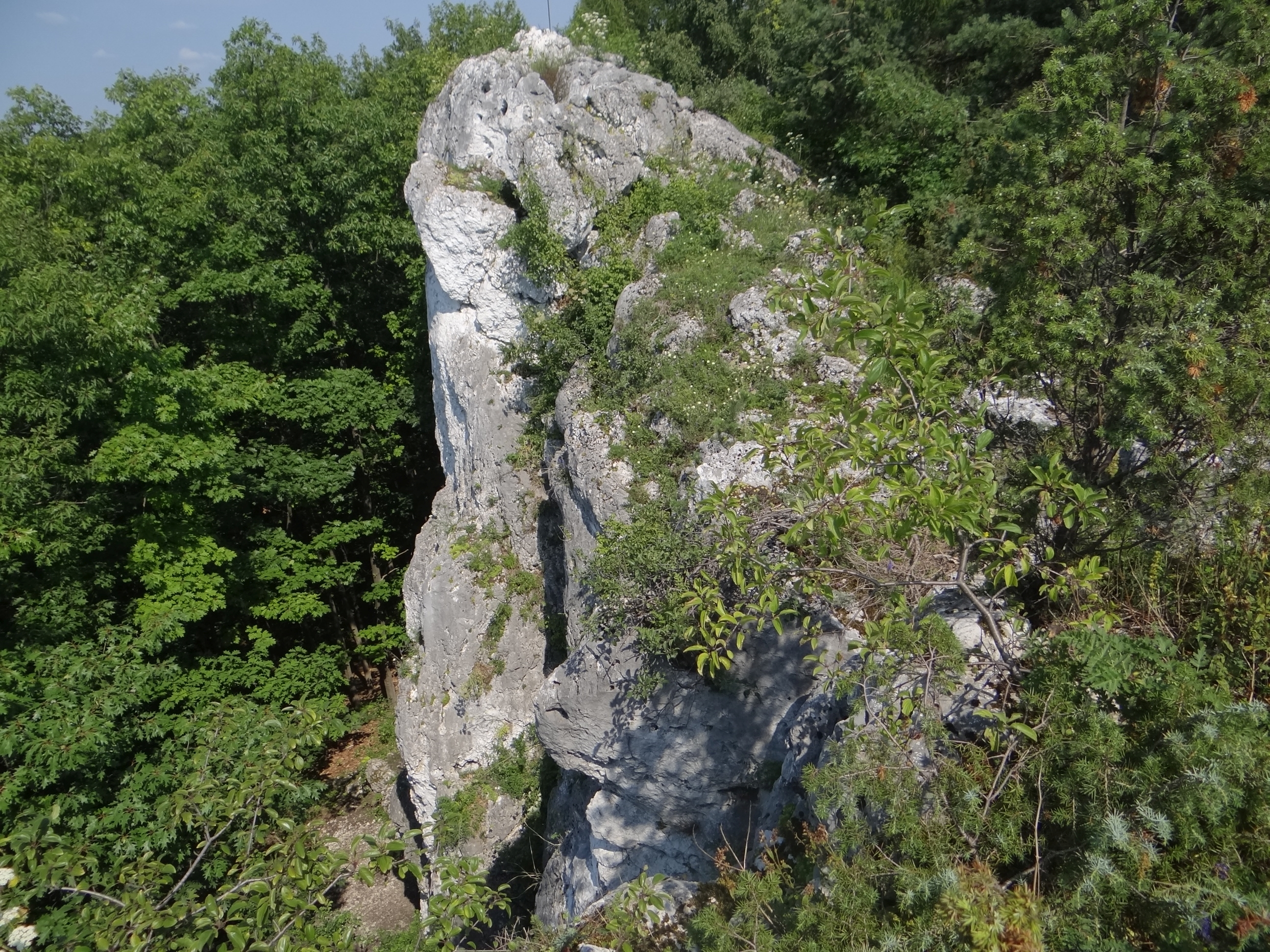
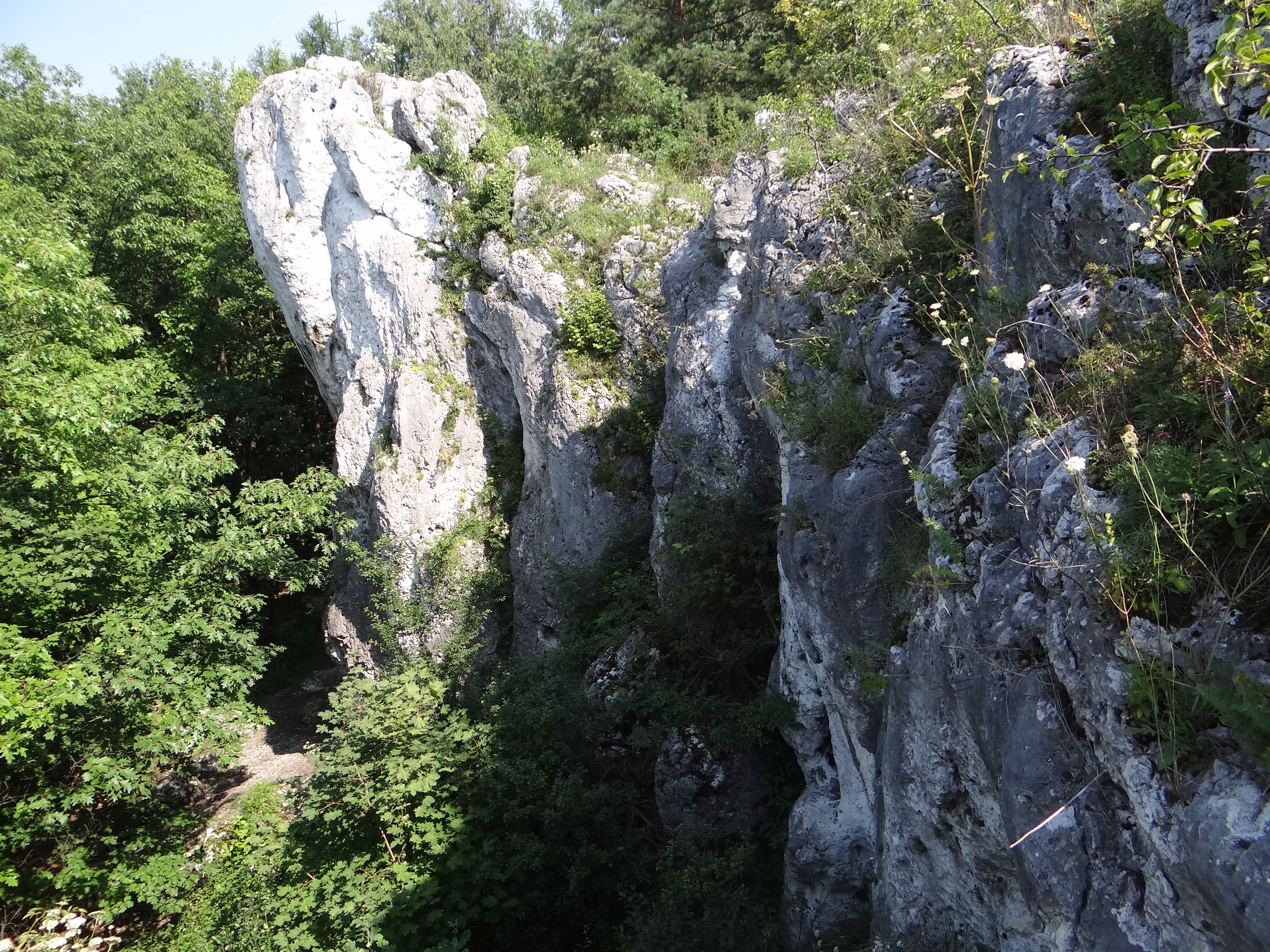

## Drogi wspinaczkowe
Skały są obiektem wspinaczki skalnej. Mają wysokość do 18 m, połogie, pionowe lub przewieszone ściany z kominami, rysami, filarami i zacięciami. Wspinacze skalni poprowadzili na nich 37 dróg wspinaczkowych o zróżnicowanej trudności od II do VI.3+ w skali Kurtyki). Większość z nich ma zamontowane stałe punkty asekuracyjne: ringi (r), spity (s), pętle (p), stanowisko zjazdowe (st), ringi zjazdowe (rz) lub dwa ringi zjazdowe (drz).

Skała Rajcy I
1. Dzięki Stachu; drz, IV, 8 m
2. Trzy brzuszki; 2r + VI.1+, 10 m
3. Doktor haust; drz, V, 10 m
4. Wizyta Prezesa; 5r + drz, VI.1, 14 m
5. Naprawdę zajebista droga; 4r + drz, V, 14 m
6. Czarna niedziela; 4r + 1s + drz, VI.2, 14 m
7. Prostowanie drogi donikąd; 2r + 2s + drz, VI.3, 14 m[3].

Skała Rajcy II
1. Prostowanie drogi donikąd; 2r + 2s + DRZ 	VI.3, 14 m
2. Projekt; 4r + st, 14 m
3. Droga donikąd; 3r + 1s + drz,	VI.2/2+, 14 m[3].
4. Projekt; 4r + st, 14 m
5. Prostowanie strzału z biodra; 3r + st, VI.2, 14 m
6. Czekając na słońce; 1r + 1s + 1p + st, VI.3, 14 m
7. Jądra w ciemności; 4r + 1s + st, VI.2, 15 m
8. Strzał z biodra; 3r + st, VI.1+, 16 m[3].

Skała Rajcy III
1. Droga; 4r + 1s + st,
2. Twierdza szyfrów; 6r + 1s + st, VI.2, 18 m
3. Prawe jądra w ciemności; 7r + 1s + st, VI.2+, 18 m
4. Projekt; 3r + st, 18 m
5. Krok w bok; 2r + 2s + st, VI.3+, 18 m
6. Słoneczny filarek; 6r + st, VI.1, 18 m
7. W cieniu słońca; 4r + rz, V+, 14 m
8. Słoneczna ścianka; 3r + st, IV, 13 m
9. Żałoba po wyrzuconej szmacie; 4r + st, VI+, 12 m
10. Lewa depresja; 3r + drz, V, 10 m[3].

Skała Rajcy IV
1. Prawa depresja; 3r + drz, IV, 10 m
2. Filarek; 3r + drz, IV+, 10 m
3. Kursowa; drz, II, 10 m
4. Coś; 3r + drz, III, 10 m

Skała Rajcy V
1. Filar; 2r + st, IV, 10 m
2. Lewa ścianka; 2r + drz, VI, 10 m
3. Prawa ścianka; 2r + drz, V, 10 m[3].

Skała Rajcy VI
1. Tortilla Flat; drz, III, 10 m
2. Jezus Maria Corcoran; 1r + drz, IV+, 10 m
3. Legenda o Dannym; 3r + st, VI, 10 m
4. Wielki Joe Portugalczyk; 2r + st, IV, 11 m
5. Pilon; 2r + st, IV, 12 m[3].